# دوگالد استوارت

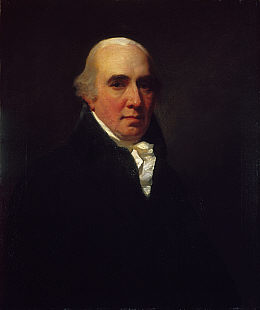
دوگالد استوارت

دوگالد استوارت (به انگلیسی: Dugald Stewart)؛ (۲۲ نوامبر ۱۷۵۳–۱۱ ژوئن ۱۸۲۸) فیلسوف و ریاضیدان اسکاتلندی در عصر روشنگری اسکاتلند است. سخنرانی‌های او در دانشگاه ادینبورو در رابطه با محبوب سازی جنبش روشنگری اسکاتلند، توسط بسیاری از دانشجویان با نفوذی که داشت به طور گسترده‌ای پخش و منتشر می‌شد و این خود موجب معروفیت بیشتر او شد. او زادهٔ ادینبورو و فرزند ماتیو استوارت، پروفسور و استاد ریاضی در دانشگاه ادینبورو بود. دوگالد دانش‌آموختهٔ دبیرستان سلطنتی ادینبورو و سپس دانشگاه ادینبورو در ریاضیات و فلسفه اخلاق تحت مدیریت آدام فرگوسن بود. در سال ۱۷۷۱، دوگالد به امید به دست آوردن مزایای اسنل و راه یافتن به خواندن دوره‌های کلیسای انگلیس در دانشگاه آکسفورد از آن طریق، به دانشگاه گلاسکو رفت و در کلاس‌های توماس رید شرکت کرد. او بعدها گفت که تئوری اخلاق خود را به توماس رید بدهکار است.

## بازگشت به ادینبورو
تنها پس از گذراندن یک ترم در دانشگاه گلاسکو، در سن نوزده سالگی، دوگالد به درخواست پدرش، که سلامتی‌اش رو به افول می‌رفت، برای ادامهٔ کار پدر در کلاس‌های ریاضی دانشگاه ادینبورو، به آنجا فراخوانده شد. در ادینبورو دوگالد پس از سه سال به استادی در ریاضیات در رابطه با کرسی پدرش در ۱۷۷۵ انتخاب شد. سه سال بعد آدام فرگوسن به عنوان کنسول مستعمرات سیزده‌گانه انتخاب شد و به مستعمرات آمریکا فرستاده شد و بنا به درخواست او، استوارت به عنوان جانشین در طول جلسه‌های تدریس ۱۷۷۸–۱۷۷۹، دوره‌های اصلی از سخنرانی‌ها در اخلاق را ارائه داد.
در سال ۱۷۸۵ استوارت موفق شد که به کرسی فلسفهٔ اخلاق دست یابد و به طور کامل جانشین فرگوسن شود، او برای بیست و پنج سال این کرسی را اداره کرد و آن را به یک مرکز اعمال نفوذ فکری و اخلاقی تبدیل کرد. جوانان از انگلستان، اروپا و آمریکا مجذوب سخنان او شدند. البته استوارت در قالب فلسفهٔ اخلاق، علاوه بر اخلاق مناسب، سخنرانی‌هایی در فلسفه سیاسی یا نظریهٔ حکومتها داشت.
استوارت تابستان ۱۷۸۸ و ۱۷۸۹ را در فرانسه گذراند، جایی که او اوقاتش را با (Suard) , (Degérando) و (Raynal) صرف کرد، و به ابراز همدردی با جنبش‌های انقلابی پرداخت. آموزش‌های سیاسی او، پس از انقلاب فرانسه، سوءظن‌هایی را نسبت به او جلب کرد.
از ۱۸۰۰ تا ۱۸۰۱، استوارت سخنرانی‌هایی برای دانشجویان مقطع کارشناسی در مورد این موضوع از اقتصاد سیاسی ایراد کرد. او نخستین کسی بود که این کار را انجام می‌داد.

## فلسفهٔ اخلاق دوگالد استوارت
او در اصول اخلاق، اهمیت تام به قاعدهٔ تداعی معانی داده است.